# 종로서적 (1907년~2002년)
종로서적(鐘路書籍)은 서울특별시 종로구 종로2가에 있었던 대한민국의 대형 서점이다. 대한민국의 서점 중에서 가장 역사가 길며, 도서정가제를 처음으로 도입한 서점이다. 시대의 변화 흐름에 적응하지 못해 2002년 6월 4일 최종 부도를 내고 역사 속으로 사라졌다.

## 연혁
1907년 종로에서 '예수교서회'라는 이름의 기독교서점으로 시작하였다. 1931년에 '교문서관', 1948년에 '종로서관'으로 명칭이 바뀌었고, 1963년에는 '종로서적센터'가 되었다.
1993년에는 동숭동에 '종로서적 마로니에점'을 개점하였고, 1997년 5월에는 대한민국 최초로 인터넷 서점을 개설하기도 하였다.
1990년대에는 주변 서적들과의 경쟁으로 경영난을 겪었고, 인터넷 서점과의 경쟁, 1년 가까이 지속된 노사분규가 매출 부진으로 이어져 2002년 6월 4일 최종적으로 부도처리되었다.

## 건물 및 매장
1907년에 처음 시작할 때에는 목조 기와집이었다. 1911년에는 이를 2층 양옥집으로 지었고, 1931년에는 같은 자리에 지하 1층, 지상 4층의 건물로 짓고 엘리베이터도 갖추었다. 한국전쟁으로 불에 탄 것을 1953년에 5층으로 증·개축하였고, 1963년에는 도로 확장 계획에 맞추어 개축하였다. 1977년에는 종로서적주식회사를 설립하면서 6층으로 확장하였다. 1979년에는 교보문고의 개점에 대응하여 4층에서 6층까지를 인접한 기독교서회 건물로 연결하여 확장했다.
매장은 2층부터 시작되어 6층까지 국내도서 및 양서, 일서 등이 배치되었다. 4층과 5층 한쪽에는 문고 및 음반매장이 있었다.

## 출판
자체 브랜드로 출판도 하였다. 대표적인 책으로, 〈호메로스의 일리아스〉 (호메로스 저, 천병희 역), 〈희랍철학입문〉 (거스리 저, 박종현 역)이 있다.

## 기타
종로서적은 부도 당시 대한민국에서 가장 오랜 서적이었고, '서점업계의 정신적 지주'로 불리기도 했다. 출판업계에서는 종로서적을 살리기 위해 종로서적 살리기 대책협의회를 구성했으나, 결국은 무산되었다.

## 신 종로서적
이후 출판인과 과거 종로서적에서 근무했던 직원들의 관심과 후원을 바탕으로 새로운 종로서적 법인을 설립했으며, 새로운 종로서적은 2016년 12월 23일에 종로타워에 있었던 반디앤루니스 자리에 개점하였다.

## 같이 보기
- 대한기독교서회

## 참고 문헌
- 김용석 (2023년). 《우리가 만나던 그곳 종로서적》. 서울역사박물관 공평도시유적전시관. ISBN 9791190480819. 2023년 11월 22일에 확인함.
- ‘종로서적’ 추억 속으로 저물다, 《주간동아》 339호, 2002.6.20